# Gonocytisus pterocladus
Gonocytisus pterocladus är en ärtväxtart som först beskrevs av Pierre Edmond Boissier, och fick sitt nu gällande namn av Édouard Spach. Gonocytisus pterocladus ingår i släktet Gonocytisus och familjen ärtväxter. Inga underarter finns listade i Catalogue of Life.